# سانتو تمه
سانتو تُمِه (به اسپانیایی: Santo Tomé) یکی از دهستان‌های استان خائن در کشور اسپانیا است. این شهر با مساحت ۷۳٫۴۲ کیلومتر مربع، ۲۶۳۵ تن جمعیت دارد.